# Паскье, Жерар
Жера́р Жозе́ф Паскье́ (фр. Gérard Joseph Pasquier; 1 февраля 1929, Le Reposoir — 11 марта 1995, Межев) — французский горнолыжник и кёрлингист.

## Карьера горнолыжника
Как горнолыжник, участвовал в двух соревнованиях по горным лыжам на зимних Олимпийских играх 1956: в слаломе-гиганте занял 30 место, в слаломе занял 6 место.

## Карьера кёрлингиста
Как кёрлингист, в составе мужской команды Франции участник четырёх чемпионатов мира (лучший результат — бронзовые призёры в 1973).
Играл в основном на позициях первого и третьего.

### Достижения
- Чемпионат мира по кёрлингу среди мужчин: бронза (1973).

### Команды
| Сезон   | Четвёртый  | Третий       | Второй         | Первый         | Запасной     | Турниры           |
| ------- | ---------- | ------------ | -------------- | -------------- | ------------ | ----------------- |
| 1970—71 | Пьер Боан  | Андре Маббу  | Андре Трон     | Ришар Дювилляр | Жерар Паскье | ЧМ 1971 (6 место) |
| 1971—72 | Пьер Боан  | Андре Маббу  | Андре Трон     | Жерар Паскье   |              | ЧМ 1972 (7 место) |
| 1972—73 | Пьер Боан  | Андре Маббу  | Андре Трон     | Жерар Паскье   |              | ЧМ 1973           |
| 1975—76 | Андре Трон | Жерар Паскье | Ришар Дювилляр | Анри Вёрлинг   |              | ЧМ 1976 (7 место) |

(скипы выделены полужирным шрифтом)